# Ryzyko bankowe
Ryzyko bankowe – ryzyko wynikające z działalności banku i związane z zagrożeniem nieosiągnięcia przez bank zamierzonego celu, efektu. Ryzyko bankowe jest równoznaczne z prawdopodobieństwem wystąpienia zdarzeń oddziałujących negatywnie na sytuację banku i perspektywy jego rozwoju. Kwalifikuje się je zatem jako ryzyko czyste (ryzyko, którego materializacja może mieć jedynie wymiar negatywny).